# Valódi csontoshalak
A valódi csontoshalak vagy az ógörög nyelv alapján létrehozott Teleostei (teleios, "teljes" + osteon, "csont") messze a Sugarasúszójú halak legnagyobb infraosztálya,  és ők adják a ma élő halfajok 96%-át. A valódi csontoshalak mintegy 40 rendbe és 448 családba tagozódnak. Több mint 260.000, ide tartozó fajt írtak már le. Méretben az ide tartozó fajok között megtalálható a mindössze 6,2 mm hosszú horgászhal és a 7,6 méterre vagy még hosszabbra megnövő óriás szíjhal valamint a 2 tonnát is elérő holdhal. Alakjukat tekintve nem csak a gyorsaságnak kedvező torpedó alakzat figyelhető meg, lehetnek vertikálisan vagy horizontálisan elnyújtott cilinder alakúak vagy teljesen jellegzetes formájúak, mint a holdhal vagy a tengeri csikó. Ők a tengerek legjellegzetesebb állatai, megtalálhatóak az Északitól a Déli sarkig, benépesítik az óceánok mélyét, a folyókat, tavakat, öblöket, de megtalálhatóak mocsarakban is.
A valódi csontoshalak és a többi csontos hal között a különbség leginkább az állcsontjukban van, A valódi csontoshalak preamaxillája mozgatható, és olyan állkapocsmozgásokért felelős, mellyel kifordíthatják az állcsontjukat a szájukból. Ez egy nagy előny, melynek hatására el tudják fogni a zsákmányaikat, és be tudják tenni a szájukba. Fejlettebb csontoshalaknál a megnövekedett preamaxilla a fogakat tartó csont is. Az alsó állcsonthoz kapcsolódó maxilla pedig a premaxilla megemeléséért, előre tolásáért és visszahúzásáért felelős, mikor az állat szája kinyílik,  illetve becsukódik. A szájban hátrébb lévő csontok az ételek megőrléséért és lenyeléséért felelősek. Egy másik különbség, hogy a farokúszó alsó és felső fele nagyjából ugyanakkora. A gerinc a farokúszónál végződik, így ezzel különbözik a csoport a többi haltól, ahol a gerinc a farokúszó felső lebenyében ér véget.
A valódi csontoshalak egy sor szaporodási taktikát alakítottak ki. A legtöbbjük külső megtermékenyítést használ, ahol a nőstény egy csomó ikrát lerak, melyeket a hím megtermékenyít, majd a lárvák minden további szülői beavatkozás nélkül felnőnek. A valódi csontoshalak egy jelentős része hermafrodita, mely életét nősténykét kezdi, majd egy bizonyos szakasz után hím válik belőle. Néhány fajnál a folyamat még vissza is fordul. A csontoshalak egy kis része elevenszülő, és néhányan őrködnek az utódok felett, ami nagyrészt azt jelenti, hogy a hím őrzi a petéket, és legyezgeti azokat, hogy minél több oxigénhez jussanak.
A csontoshalak gazdaságilag is fontosak, ahogy azt az évszázadok alatt a művészetben szereplő ábrázolásai is mutatják. A halipar élelmezési célra tenyészti ezeket, a horgászoksportból fogják i a példányokat.  pedig sportolásból fogják ki a példányaikat. Néhány fajt kereskedelmi célból tenyésztenek, és úgy tűnik, ez a fajta tenyésztés a jövőben csak még fontosabb lesz. Másokat akváriumokban tartanak vagy kutatási célból megfigyelik ezeket, az eredményekett pedig főleg a genetika és az egyedfejlődés területein használják fel.